# Прыщанская волость
Прыщанская волость — административно-территориальная единица в составе Рославльского уезда Смоленской губернии.
Административный центр — село Прыща.

## История
Волость была образована в ходе реформы 1861 года.
В ходе укрупнения волостей, в 1924 году Прыщанская волость была упразднена, а её территория включена в состав Корсиковской волости.
Ныне территория бывшей Прыщанской волости разделена между Клетнянским районом Брянской области и Ершичским районом Смоленской области.

## Населённые пункты
По состоянию на 1904 год, в состав волости входили следующие населённые пункты:
- деревня Алексеевка
- деревня Борятинец
- посёлок Васильевка
- деревня Еловка
- хутор Киевское
- посёлок Козлово
- хутор Косовка
- деревня Костюковка (Лизуновка)
- посёлок Новоселье
- лесозавод Овсяцкое
- деревня Петровая
- деревня Полипоновка
- село Прыща
- посёлок Свиридоновка
- деревня Скоторж
- поселок Сосновский
- село Сукромля
- деревня Харитоновка (Кривовка)
- сельцо Щёткино